# Полер
Поле́р (фр. Polaire, собственное имя — Эмили Мари Бушо, фр. Émilie Marie Bouchaud, 14 мая 1874, Алжир — 14 октября 1939, Шампиньи-сюр-Марн, деп. Валь-де-Марн) — французская эстрадная певица, танцовщица, актриса театра и кино.

## Биография

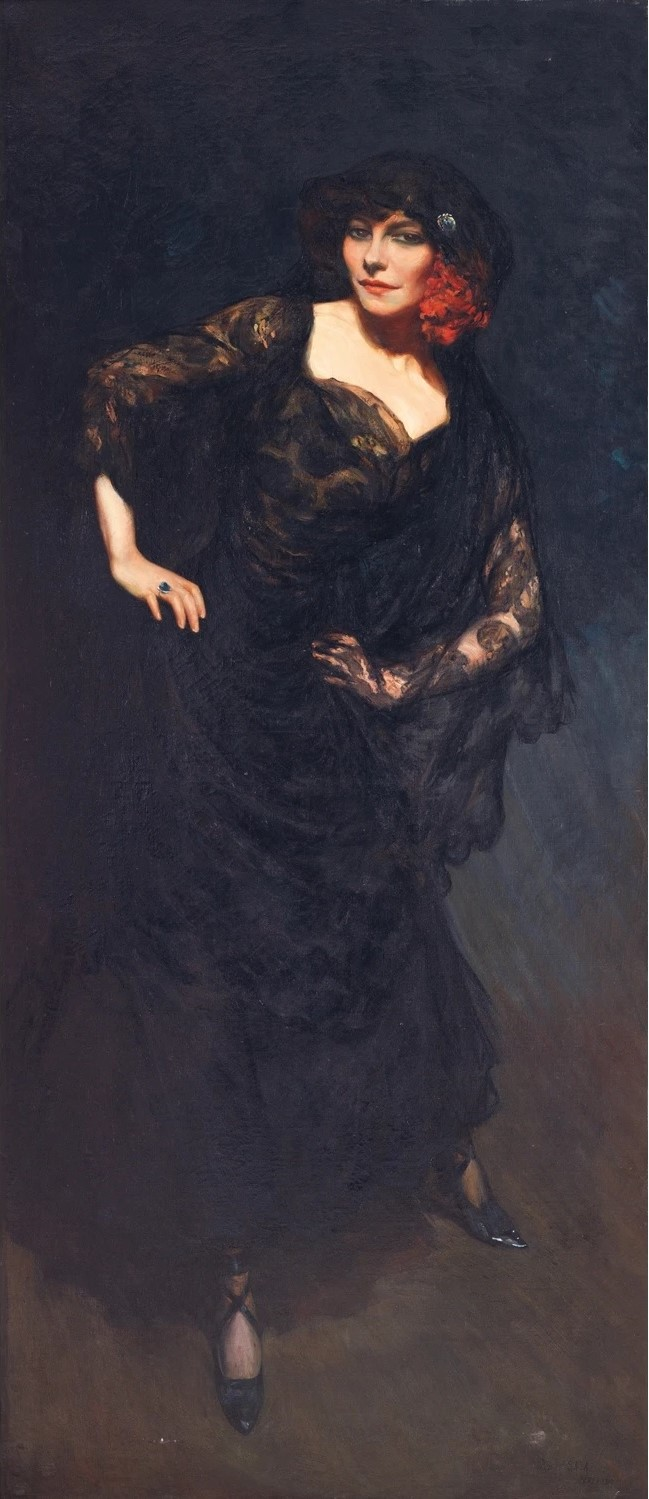
Жан Сала. Портрет Полер, до 1918

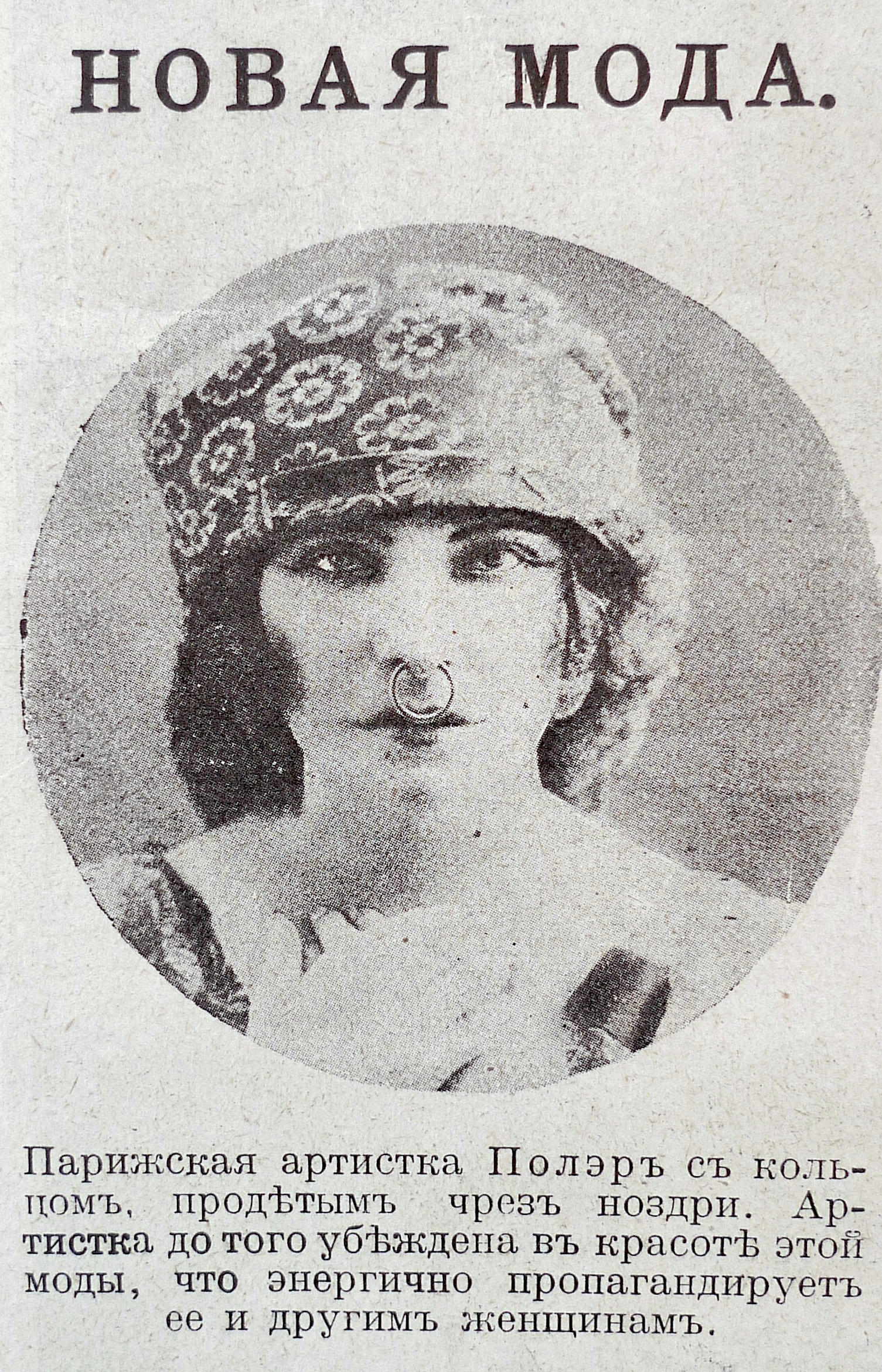
О Полер в российском журнале «Искры», № 31, 1913.

Родилась в Алжире, куда после революционных событий 1848 был сослан её дед.
В 1890 приехала в Париж, стала выступать в мюзик-холлах (она уже пела раньше в алжирских кафе). Она была небольшого роста (1 метр 61 см), отличалась осиной талией в 13 дюймов и дерзкими, провоцирующими манерами. Выступала как драматическая и опереточная актриса в США и Великобритании.
С 1909 по 1935 снималась в кино, снялась более чем в тридцати фильмах французских и американских режиссёров. Оставила мемуары. Её фильмографию часто путают с фильмографией Полины Полер, итальянской актрисы.

## Место в мире искусства
- Позировала Тулуз-Лотреку, Антонио де ла Гандара (см. её портрет: ), Хуану (Жану) Сала и др.
- О ней писал в театральных хрониках Жан Лоррен.
- Она была возлюбленной Колетт, с успехом играла заглавную роль в постановке её пьесы Клодина в Париже (1902).

## Мемуары
- Polaire, par elle-même. Paris: E. Figuière, 1933